# إديسون كايسيدو
إديسون كايسيدو هو لاعب كرة قدم إكوادوري في مركز ظهير ‏، ولد في 13 مارس 1990 في إسمرالداس في الإكوادور. لعب مع Rocafuerte F.C. ‏.

## وصلات خارجية
- إديسون كايسيدو على موقع قاعدة بيانات كرة القدم.إي يو (الإنجليزية)
- إديسون كايسيدو على موقع Soccerway.com (الإنجليزية)